# 빅터 아놀드
빅터 아놀드(Arnold Ratner, 1936년 7월 1일 ~ 2012년 4월 13일)는 미국의 배우이다.
버펄로에서 사망하였다.

## 영화
- 데미지 시즌1 (2007년)
- 투 패밀리 하우스 (2000년)
- 더 야드 (2000년)
- 트리스 라운지 (1996년)
- 히트 (1994년)
- 법과 질서 (1990년)
- 특수 기동대 트럭원 (1989년)
- 에이전트 온 아이스 (1985년)
- 프로텍터 (1985년)
- 뜨거운 가슴으로 내일을 (1983년)
- 늑대 인간의 습격 (1981년)
- 죽음의 그림자 (1980년)
- 용감한 변호사 (1979년)
- 세븐업 수사대 (1973년) - 바릴리 역
- 샤프트 (1971년)